# Коробко Ілля Романович
Коробко Ілля Романович — (рос. Коробко Илья Романович; нар. 14 січня 1992) — російський актор та спортсмен. Відомим став у серіалі Молодіжка. Знявся у 45 фільмах.

## Біографія
Ілля Романович Коробко народився 14 січня 1992 року в Москві, Росія. Його батько Роман майстер спорту по боксу, працює завскладом у ресторані, а мати продавець годинниковому магазині, його брат (танцюрист), а сестра (дизайнер). Його дід працював все життя таксистом.
У дитинстві часто відвідував художню школу та захоплювався футболом, але через проблеми зі здоров'ям був змушений залишити заняття.
З 7 років знявся у першій рекламі на «Мосфільм». А в 11 років його помітили режисери, де він почав грати у театральній постановці «Місто мільйонерів» разом із Миколою Караченцовим. У школі вчився погано, але завдяки досвіду зйомок на сцені, він зміг вступити в ГІТІС на курс В. Андрєєва. А в студентські роки виступав на театральній сцені — грав у виставі «Пеппі довга панчоха».
У 2004 році почав зніматися у кіно, зіграв однокласника Дениса у серіалі «Моя прекрасна няня», а з 2011 року, він регулярно з'являвся на екрані — «Нереальна історія», «Врятувати боса», «Москва. Три вокзали», «Бідні родичі» та ін. Велику популярність актору принесли зйомки в серіалі «Молодіжка». У 2015 році дебютував у повнометражному кіно — зіграв старшого лейтенанта Анатолія Єгорова у фільмі «Одиничка».
За свою акторську діяльність Ілля Коробко знявся у 45 фільмах. У 2019 році  одружився з Аліною Фісяновою. У лютому 2020 року у пари народилася донька Софія.

## Фільмографія
- 2004 — Моя чудова няня
- 2009 — Місто мільйонерів
- 2011 — Остання хвилина
- 2012 — Бідні родичі
- 2012 — Вероніка. Втрачене щастя
- 2012 — МосГаз
- 2012 — Москва. Три вокзали
- 2013 — Молодіжка
- 2013 — Фатальна спадщина
- 2013 — Скліфосовський
- 2014 — Кров з молоком
- 2014 — Куди йде любов
- 2015 — Одиночка
- 2015 — Останній рубіж
- 2016 — Другий зір
- 2016 — Злий жарт
- 2017 — Секретарка
- 2018 — Жіноча версія Дідуся онука
- 2018 — Коп
- 2018 — Криве дзеркало
- 2018 — Того, хто знайшов, чекає винагорода
- 2019 — Блудний син
- 2019 — Жіноча версія Ваш час та скло
- 2019 — Жіноча версія Романтик із СРСР
- 2019 — Жіноча версія Таємниця партійної дачі
- 2019 — Жіноча версія Чисто радянське вбивство
- 2019 — Срібний відблиск щастя
- 2020 — Жіноча версія Комсомольський роман
- 2020 — Жіноча версія Ловці душ
- 2020 — Жіноча версія Таксі зелений вогник
- 2020 — Записки готельєра #Гельвеція
- 2021 — Анатомія серця
- 2021 — Кохання без права передачі
- 2021 — Музика дахів
- 2021 — Харчовий блок
- 2021 — Примарне щастя
- 2022 — Записки готельєра #Гельвеція-2
- 2022 — Синдром
- 2023 — Чайки
- 2023 — Великий будинок
- 2024 — Злодійка
- 2024 — Авіатор